# Комшије (1. сезона)
Прва сезона серије Комшије је емитована од 25. октобра 2015. до 24. јануара 2016. године и броји 13 епизода.

## Опис
У центру приче је пар Здравковић, виолиниста Иван, члан Симфонијског оркестра у Београду, миран и рафиниран мушкарац и његова супруга Милица, сликарка и присталица здравог начина живота. Они су одлучили да продају стан у Београду, побегну из великог града и преселе се у кућу на селу, у потрази за мирнијом средином и огромном жељом да коначно постану родитељи. Први комшија им је Машан, таксиста, прегласан Црногорац привремено-доживотног рада у Србији, кога је супруга давно напустила. Машан има ћерку Анђелију, дивљу и луцкасту девојку која силно жели да постане манекенка или нека естрадна личност. С друге стране, поред куће Здравковића, живе сиромашни сусед Сима, који има троје деце и жену Наду, стамену домаћицу, стуб њихове породице. Оставши без посла, Сима се вратио да живи на селу. Иако једва прехрањује породицу, особа је срећне и мирне природе.

## Улоге

### Главне
- Небојша Илић као Иван Здравковић
- Милица Михајловић као Милица Здравковић
- Милутин Мима Караџић као Машан Черовић
- Ања Мит као Анђелија „Анчи” Черовић
- Милош Самолов као Сима Јовановић
- Наташа Марковић као Нада Јовановић
- Милена Дравић као Бранислава Здравковић

### Епизодне
- Урош Јовчић као Миланче
- Оливера Бацић као Јела Черовић
- Милена Дракулић као Ружа Јовановић
- Немања Лукић као Урош Јовановић
- Страхиња Азарић као Стефан Јовановић
- Маја Шаренац као Јасмина Бунош
- Немања Оливерић као Поштар Миле
- Христина Поповић као Гордана „Гоца” Грга
- Петар Бенчина као Чомбе
- Наташа Јањић као Морена

## Епизоде
| Бр. еп. (укупно) | Бр. еп. (у сезони) | Наслов             | Редитељ       | Сценариста   | Премијера          |
| --- | ------------------ | ------------------ | ------------- | ------------ | ------------------ |
| 1 | 1                  | Пресељење          | Милан Караџић | Мила Машовић | 25. октобар 2015.  |
| У центру приче је пар Здравковић, виолиниста Иван (41), члан Симфонијског оркестра у Београду, миран и рафиниран мушкарац и његова супруга Милица (41), сликарка и присталица здравог начина живота. Они су одлучили да продају стан у Београду, побегну из великог града и преселе се у кућу на селу, у потрази за мирнијом средином и огромном жељом да коначно постану родитељи. Први комшија им је Машан (58), таксиста, прегласан Црногорац привремено-доживотног рада у Србији, кога је супруга давно напустила. Машан има ћерку Анђелију (21), дивљу и луцкасту девојку која силно жели да постане манекенка или нека естрадна личност. С друге стране, поред куће Здравковића, живе сиромашни сусед Сима (40), који има троје деце и жену Наду, стамену домаћицу, стуб њихове породице. Оставши без посла, Сима се вратио да живи на селу. Иако једва прехрањује породицу, особа је срећне и мирне природе. |                    |                    |               |              |                    |
| 2 | 2                  | Прагње             | Милан Караџић | Мила Машовић | 1. новембар 2015.  |
| Брачни пар, Иван и Милица, навикава се на сеоски живот. У посету би требало да дође Иванов пријатељ Корнелије, који жели да га убеди да се врати у Београд да припреми концерт класичне музике са уметницима из Јапана. Комшија Машан проналази ћерку Анђелију са неким Миланчетом и одмах их проглашава вереницима. Међутим, Анђелија се радује Корнелију, надајући се да ће јој он помоћи у проналажењу ангажовања на естради. |                    |                    |               |              |                    |
| 3 | 3                  | Гости              | Милан Караџић | Мила Машовић | 8. новембар 2015.  |
| Долазак Ивановог претпостављеног, Корнелија, уноси немир међу комшијама. Корнелије наговара Ивана да прихвати сарадњу са јапанским уметницима са којима би требало да одржи концерт. У посету Ивану и Милици на селу долази њена пријатељица Гоца, афирмисана ауторка романтичних романа. Таксиста Машан мисли да Гоца долази са намером да његову ћерку Анчи уведе у свет шоу-бизниса, што је довело до низа нових неспоразума међу комшијама. |                    |                    |               |              |                    |
| 4 | 4                  | Манијак            | Милан Караџић | Мила Машовић | 15. новембар 2015. |
| Машанова ћерка, Анчи, је отишла са младићем Чомбетом на вожњу мотором. Машан и Анчин вереник, Миланче, сумњају да је била отета и укључују полицију у потрагу. Машан случај надограђује причом о манијаку који циркулише око села, па се и комшије ангажују у његовом откривању. У целој збрци нико не обраћа пажњу на децу која су уместо у школу, кренула у вожњу украденим аутом. |                    |                    |               |              |                    |
| 5 | 5                  | Тетка из Пожаревца | Милан Караџић | Мила Машовић | 22. новембар 2015. |
| Иван и Милица не могу да нађу мир. Да би некако обезбедили своју љубав одлучују се за романтични пут на Дунаву. Међутим, комшијски пар им даје своје троје деце на чување. Путовање, наравно, пропада, а Иван и Милица се налазе у искушењу. Како да изађу на крај са троје немирне деце. |                    |                    |               |              |                    |
| 6 | 6                  | Једна је мајка     | Милан Караџић | Мила Машовић | 6. децембар 2015.  |
| Иванова мајка долази код Ивана и његове супруге Милице у посету на село. Милици није драго што се Иванова мајка превише меша у њихов брак. Приликом ове посете, госпођа Бранислава је дошла са својом младом пријатељицом Мореном која би требало да буде боља прилика за њеног сина. Милица сазнаје за план своје свекрве и смишља начин да га осујети. |                    |                    |               |              |                    |
| 7 | 7                  | Животна шанса      | Милан Караџић | Мила Машовић | 13. децембар 2015. |
| Милица предлаже да и она иде са Иваном и Мореном на туристички обилазак Мексика. Машану се не свиђа што се његова ћерка виђа са наочитим Чомбетом уместо са студентом Миланчетом којег сматра за бољу прилику за своју ћерку. Додатни немир међу комшије уноси Миличин галериста који је пронашао богатог Арапина који жели да купи Миличину слику. |                    |                    |               |              |                    |
| 8 | 8                  | Слика и прилика    | Милан Караџић | Мила Машовић | 20. децембар 2015. |
| Перипетије са Милицином несталом сликом се настављају. Комшије не одустају од потраге је купац из Уједињених Арапских Емирата баш инсистира на тој слици и нуди јој велики новац. Анчи се мири са Миланчетом, али се и даље виђа са Чомбетом који јој је средио композитора ангажованог да направи песму само за њу и тако јој омогући улазак у свет естраде. |                    |                    |               |              |                    |
| 9 | 9                  | Диван дан за лов   | Милан Караџић | Мила Машовић | 27. децембар 2015. |
| Машан позива комшију Симу у лову, али Сима није сигуран у Машанове добре намере, али за сваки случај зове и Ивана Здравковића да иде у лов са њима. Чомбе је средио снимање спота за Анчину песму. Немају одговарајућу локацију па се упуте у уклети подрум Здравковића. Милица и Гордана су изашле у кафану "Пустолов" на кафу да прославе Горданин рођендан и одмах су привукле пажњу нежељених удварача. |                    |                    |               |              |                    |
| 10 | 10                 | Новогодишња прича  | Милан Караџић | Мила Машовић | 31. децембар 2015. |
| Услед неспоразума све комшије долазе на салаш на коме се прави журка за дочек. Карневалска атмосфера доприноси томе да се комшије опусте и покажу нам своја нова лица: Иван Здравковић ће пасти у искушење да засвира виолину уз кафанску музику, Машан ће да предводи ловачко-хорско друштво како би разбио банду, а за све то време комшије ће покушати да помире млади пар, до зуба трудну Машанову братаницу Видосаву и њеног вољеног Лазу. |                    |                    |               |              |                    |
| 11 | 11                 | Циркус у кући      | Милан Караџић | Мила Машовић | 3. јануар 2016.    |
| Милица Здравковић прославља рођендан са пријатељицом Горданом у кафани "Пустолов". Поштар се удвара Гордани, што се не допада власници кафане, Јасмини, која је са поштаром у вези. Иван не жели да каже Милици да на спрату куће Анчи, којој је он дао Милицину хаљину, са екипом снима видео-спот. Машан прекида снимање спота, што толико изнервира Анчи да она одлучује да напусти кућу. |                    |                    |               |              |                    |
| 12 | 12                 | Јапанци            | Милан Караџић | Мила Машовић | 17. јануар 2016.   |
| Комшиница Нада се са два детета преселила у кућу Здравковића. Сима покушава да врати кући Наду и уверава је да су гласине о његовом ванбрачном детету нетачне. И Машан тражи да се његова ћерка Анчи врати кући, али она одбија зато што је уморна од тога што јој отац контролише сваки корак. У посету код Здравковића долази јапански диригент. Одушевљен природом поред Дунава, диригент би да купи плац, а Машан и Сима га убеђују да је њихово парче земље идеалан избор. |                    |                    |               |              |                    |
| 13 | 13                 | Концерт            | Милан Караџић | Мила Машовић | 24. јануар 2016.   |
| Иванова мајка Бранислава долази у посету код свог сина и снаје Милице. Са собом је повела и доктора који лечи стерилитет. Он би требало да помогне Милици да остане трудна. Код Здравковића је и пријатељица Гордана која мисли да је остала у другом стању. Чомбе је средио да Анчи има наступ у клубу, али Машан на све начине покушава да дође до што већег броја карата, па у клуб позива и Здравковиће. |                    |                    |               |              |                    |